# Frankie Hejduk
Frank Daniel „Frankie“ Hejduk (* 5. August 1974 in La Mesa, Kalifornien) ist ein ehemaliger US-amerikanischer Fußballspieler auf der Position des rechten Außenverteidigers. In seiner aktiven Karriere spielte er in den Vereinigten Staaten, in Deutschland sowie in der Schweiz und war US-amerikanischer Nationalspieler.

## Karriere

### Jugend
Seine erste Fußballstation war die Schulmannschaft der San Dieguito High School in Encinitas, Kalifornien. Nach der Highschool ging er auf die University of California in Los Angeles und spielte dort drei Jahre lang für die UCLA Bruins.

### Profistationen

#### Beginn der Karriere und Sprung nach Europa
Im Februar 1996, vor dem Start der ersten amerikanischen Profiliga Major League Soccer, wurde Hejduk von Tampa Bay Mutiny gedraftet. Er etablierte sich dort als Stammspieler. Seine guten Leistungen während des Fußballturniers bei den Olympischen Spielen im Jahre 1996 blieben auch Klubs aus Europa nicht verborgen. Einer dieser Klubs war Bayer 04 Leverkusen. 1998 fiel Frankie Hejduk im ersten Gruppenspiel der US-Boys bei der Fußball-WM-Endrunde in Frankreich gegen Deutschland auf. In jenem Spiel zeigte er gute Leistungen. Von Bayer 04 Leverkusen erhielt der US-Amerikaner fünf Wochen später einen Vertrag, den er auch unterschrieb.

#### Erfolglose Jahre in Europa
Dort wurde er Ende der Saison 1998/99 zum Stammspieler, da Bayer in der Zeit viele Probleme mit Verletzungen hatte. Er kam in zehn der letzten elf Spiele von Anfang zum Einsatz und sorgte mit dafür, dass sich Leverkusen einen Platz in der UEFA Champions League sichern konnte. Am Anfang der Saison 1999/2000 änderte der damalige Trainer Christoph Daum die taktische Ausrichtung der Mannschaft, sodass Hejduk nicht mehr in der Startaufstellung war. Er stand nur bei sechs Spielen während der Saison auf dem Platz, wurde aber in ebenso vielen Spielen in der Champions League eingesetzt. In der darauffolgenden Saison wurde er nur noch dreimal in Ligaspielen eingesetzt, was auch verletzungsbedingte Gründe hatte. Als Klaus Toppmöller neuer Trainer von Bayer Leverkusen wurde, sah Hejduk gar keine Chance mehr, in dem Verein weiterzuspielen bzw. sich einen Stammplatz zu sichern. 2001/02 kam Hejduk zu keinem Einsatz. Ohne ihn spielte Bayer 04 Leverkusen lange Zeit um die Meisterschaft mit, die am Ende jedoch Borussia Dortmund gewann. Außerdem verlor Leverkusen ohne Hejduk das DFB-Pokalfinale und das Finale der Champions League.
Im August 2002 wechselte Hejduk auf Leihbasis zum FC St. Gallen in die Schweiz, für den er ebenfalls nur sporadisch zum Einsatz kam.

#### Rückkehr in die USA und Karriereausklang
Anfang 2003 löste er seinen Leihvertrag in St. Gallen und seinen Vertrag in Leverkusen auf und ging im Februar 2003 zurück in die USA zu Columbus Crew. Dort wurde er Kapitän und gewann nach dem MLS Supporters’ Shield 2004 auch den MLS Cup 2008. Er erzielte das entscheidende Tor im Finale um die nordamerikanische Meisterschaft.
Nach der MLS Saison 2010 wurde sein Vertrag bei der Crew nicht verlängert. Dadurch nahm er am MLS Re-Entry Draft teil. Er wurde am 15. Dezember 2010 von Sporting Kansas City ausgewählt und noch am selben Tag an Los Angeles Galaxy im Tausch gegen Luke Sassano abgegeben. Nach der Saison 2011 beendete er seine Karriere.

## Nationalmannschaft
Hejduk spielte seit 1990 für die Jugendauswahlen der United States Soccer Federation. Nachdem er die UCLA 1994 verlassen hatte, trainierte er Vollzeit bei der U23-Nationalmannschaft mit und nahm an den Olympischen Sommerspielen 1996 teil. Er stand bei allen drei Spielen auf dem Platz.
Sein erstes Länderspiel für die A-Nationalmannschaft machte er am 31. August 1996 gegen El Salvador. Er stand während der nächsten Jahre in fast allen amerikanischen Aufgeboten für die Fußball-Weltmeisterschaften und für die CONCACAF Gold Cups. Für die Weltmeisterschaft 2006 stand er ebenfalls im Kader der Nationalmannschaft, konnte aber aufgrund eines Kreuzbandrisses nicht teilnehmen. Es wäre seine dritte WM geworden.
Ein Jahr später spielte er wieder für die USA im CONCACAF Gold Cup 2007. Durch seinen Treffer im Halbfinale erreichte die Mannschaft das Finale und gewann anschließend das Turnier. Sein letztes Länderspiel machte er am 18. November 2009, als er bei der 1:3-Niederlage in Aarhus gegen Dänemark in der Anfangsformation stand und durchspielte. Zur WM 2010 nahm der damalige Trainer Bob Bradley ihn nicht mit.

## Erfolge

### Mit seinen Vereinen
- Deutsche Meisterschaft: Vize-Meister 1999, 2000 und 2002
- DFB-Pokal: Finale 2002
- UEFA Champions League: Finale 2002
- Nordamerikanische Meisterschaft: Meister 2009

### Mit der Nationalmannschaft
- CONCACAF Gold Cup: Finale 1998 sowie Titelgewinn 2002, 2005 und 2007

## Privates
Hejduk heiratete am 31. Dezember 2005 Elissa Zurcher. Mit ihr hat er drei Kinder.
Während seiner Highschoolzeit war er auch Surfer. Er war Mitglied des San Dieguito High School's state and national championship surfing team. Er wurde 1988 National Junior High School Surfing Champion und qualifizierte sich damit für das U.S. Amateur Surfing Team, wo er den zehnten Platz erreichte.